# Brent Gilchrist
Brent Lindsay Gilchrist (* 3. April 1967 in Moose Jaw, Saskatchewan) ist ein ehemaliger kanadischer Eishockeyspieler, der im Verlauf seiner aktiven Karriere zwischen 1983 und 2003 unter anderem 882 Spiele für die Canadiens de Montréal, Edmonton Oilers, Minnesota North Stars, Dallas Stars, Detroit Red Wings und Nashville Predators in der National Hockey League auf der Position des linken Flügelstürmers bestritten hat. Seinen größten Karriereerfolg feierte Gilchrist in Diensten der Detroit Red Wings mit dem Gewinn des Stanley Cups im Jahr 1998.

## Karriere
Brent Gilchrist begann seine Karriere als Eishockeyspieler in der kanadischen Juniorenliga Western Hockey League, in der er von 1983 bis 1987 für die Kelowna Wings und Spokane Chiefs aktiv war. In diesem Zeitraum wurde er im NHL Entry Draft 1985 in der vierten Runde als insgesamt 79. Spieler von den Canadiens de Montréal ausgewählt, für deren Farmteam, die Sherbrooke Canadiens aus der American Hockey League, er gegen Ende der Saison 1986/87 erstmals spielte. Nachdem er auch in der folgenden Spielzeit ausschließlich für Sherbrooke in der AHL auflaufen durfte, gab der Flügelspieler in der Saison 1988/89 sein Debüt in der National Hockey League. In seinem Rookiejahr kam er auf 58 Spiele, in denen er neun Tore erzielte und 17 Vorlagen gab. Zudem bestritt er neun Spiele in der AHL für Sherbrooke, für das er das letzte Mal in seiner Laufbahn auflief.
Von 1989 bis 1992 hatte Gilchrist stets einen Stammplatz im NHL-Team der Canadiens, ehe er zusammen mit Shayne Corson und Vladimír Vůjtek im Tausch gegen Vincent Damphousse und ein Viertrundenwahlrecht für den NHL Entry Draft 1993 zu den Edmonton Oilers transferiert wurde. In Edmonton verbrachte er allerdings nicht einmal ein ganzes Jahr und wurde bereits am 5. März 1993 an die Minnesota North Stars abgegeben. Für seinen neuen Club stand er bis Saisonende insgesamt acht Mal auf dem Eis und gab dabei eine Torvorlage. Anschließend wurde das Franchise umgesiedelt und der Linksschütze spielte vier Jahre lang für Minnesotas Nachfolgeteam Dallas Stars.
Am 1. August 1997 unterschrieb Gilchrist einen Vertrag als Free Agent bei den Detroit Red Wings, mit denen er in der Saison 1997/98 auf Anhieb den prestigeträchtigen Stanley Cup gewinnen konnte. Zu diesem Erfolg trug er mit 30 Scorerpunkten, davon 15 Tore, in insgesamt 76 Spielen bei. Im Anschluss an diesen Erfolg wurde er am 5. Oktober 1998 im NHL Waiver Draft von den Tampa Bay Lightning ausgewählt, jedoch bereits am selben Tag wieder zurück transferiert. In den folgenden beiden Jahren litt der Kanadier an den Folgen einer Hernie und konnte nur noch sporadisch in der NHL auflaufen. Anschließend fand er nicht mehr zu seiner alten Form zurück und wurde im Februar 2002 von seinem Ex-Club Dallas Stars verpflichtet. Die Saison 2002/03 begann er bei den Nashville Predators, musste jedoch aufgrund einer schweren Rückenverletzung, die er in einem Spiel gegen seinen Ex-Club Edmonton Oilers erhielt im Alter von 36 Jahren vorzeitig seine Karriere beenden.

## Erfolge und Auszeichnungen
- 1998 Stanley-Cup-Gewinn mit den Detroit Red Wings

## Karrierestatistik
(Legende zur Spielerstatistik: Sp oder GP = absolvierte Spiele; T oder G = erzielte Tore; V oder A = erzielte Assists; Pkt oder Pts = erzielte Scorerpunkte; SM oder PIM = erhaltene Strafminuten; +/− = Plus/Minus-Bilanz; PP = erzielte Überzahltore; SH = erzielte Unterzahltore; GW = erzielte Siegtore; 1 Play-downs/Relegation; Kursiv: Statistik nicht vollständig)